# Zádori Mária
Zádori Mária (Nagykanizsa, 1948. szeptember 4. –) a Nemzet Művésze címmel kitüntetett, Kossuth- és Liszt Ferenc-díjas magyar énekművész, kiváló művész.

## Életpályája
Édesanyja (Hegyi Ilona) titkárnő, édesapja (Horváth György) bőrkereskedő volt. Már hatévesen a helyi zeneiskolában tanult. A Winkler Lajos Vegyipari Technikumban érettségizett. 1965-ben indult a Ki mit tud? című tehetségkutató versenyen. 
Előbb a fővárosban adminisztrátorként dolgozott. 1971–1986 között a Magyar Rádió és Televízió énekkarának tagja volt. 1986-tól a Nemzeti Filharmónia szólistája.
1971-ben férjével, Virágh Lászlóval megalapították az Ars Renata nevű együttest. 1981-től rendszeresen dolgozott a Capella Savaria barokk zenekarral.

## Művészeti tagságai
- Ars Renata Szólóénekegyüttes, alapító tag (1971–)
- 1971–: Magyar Bach Társaság és a Magyar Régizenei Társaság, alapító tag (1971–)
- Magyar Művészeti Akadémia: levelező tag (2013–2017), rendes tag (2017–)

## Diszko- és videográfia
- 2014 – Lantodon, ó jó Apolló… : 45 év a magyar régizene szolgálatában : 2014. november 21. / Zádori Mária énekművész. – (Budapest) : Magyar Művészeti Akadémia, 2014, 1 DVD-R – (MMA Székfoglaló).
- 1995 – Sonata No. 3 in C minor for flute and strings / Alessandro Scarlatti. – [Budapest] : Hungaroton, 1995, 1 CD
- 1990 – Juditha triumphans : oratorio / Antonio Vivaldi ; Jacopo Casetti. – (Budapest) : Hungaroton, 1990, 2 CD

## Díjai, elismerései
- Magyar Rádió Nívódíja (1987)
- Liszt Ferenc-díj (1989)
- Kiváló művész (1999)
- Hungaroton-díj (2001)
- Tinódi-lant díj (2004)
- Magyar Művészetért Ex Libris-díj (2012)
- Nagykanizsa Megyei Jogú Város Címere emlékplakett (2014)
- Kölcsey Ferenc-díj (Budapest V. kerület, Belváros-Lipótváros Önkormányzatának díja, 2016)
- Kossuth-díj (2018)[6]
- A Nemzet Művésze (2021)